# George Pataki
George Elmer Pataki (ur. 24 czerwca 1945 w Peekskill) – amerykański polityk, republikanin, gubernator Nowego Jorku w latach 1995–2007.

## Życiorys
W 1967 roku został absolwentem Uniwersytetu Columbia, 3 lata później ukończył prawo na Uniwersytecie Yale. W 1981 roku został wybrany burmistrzem Peekskill. W 1984 został wybrany członkiem izby niższej stanowej legislatury, a 8 lat później – izby wyższej. W 1994 został wybrany gubernatorem Nowego Jorku, później dwukrotnie uzyskał reelekcję. Jako gubernator zmniejszył podatki, jednocześnie zwiększając wydatki na edukację i opiekę zdrowotną oraz angażując się w działania na rzecz ochrony środowiska. Przeprowadził stan przez czas odbudowy po atakach z 11 września 2001.

## Życie prywatne
Jest żonaty z Libby Pataki z domu Rowland. z którą ma czworo dzieci.

## Odznaczenia
- Krzyż Wielkiego Oficera Orderu Zasługi (Rumunia, 2002)[3]